# Tezos
A Tezos egy nyílt forráskódú blokklánc, amelyen peer-to-peer tranzakciókat lehet végrehajtani, és platformként szolgálhat az okosszerződések futtatásához. A Tezos blokklánc natív kriptovalutája a tez (ISO 4217: XTZ; jele: ꜩ). A Tezos hálózati konszenzust a proof-of-stake biztosítja. A Tezos egy olyan blokklánci irányítási modellt használ, amely lehetővé teszi a protokoll módosítását, amikor a frissítési javaslatok kedvező szavazatot kapnak a közösségtől. Teszthálózata 2018 júniusában indult, a főhálózata pedig 2018 szeptemberében rajtolt.

## Története
A Tezost, amelyet először 2014-ben terjesztettek elő, Arthur és Kathleen Breitman indította el. Mialatt 2014-ben a Morgan Stanleynél dolgozott, Arthur Breitman  "L. M Goodman" álnéven kiadott két papírt, amelyekben új típusú blokkláncot javasolt, hivatkozva a Newsweek újságírójára, aki tévesen vele azonosította a Bitcoin létrehozóját. A "Tezos" nevet azután választotta, hogy írt egy programot, amely felsorolja azokat a nem igényelt webhelyeket, amelyek angolul is kiejthetők. 2015-ben a Tezos fejlesztésének céljával Arthur Breitman bejegyzett egy Dynamic Ledger Solutions Inc. (DLS) nevű céget Delaware-ben, magát jelölve meg vezérigazgatónak. Leszerződött a francia OCamlPro céggel, hogy segítsenek a szoftver fejlesztésében. Arthur akkoriban még a Morgan Stanleynél dolgozott, de nem értesítette őket a Tezoson végzett különmunkájáról, ahogy azt a Financial Industry Regulatory Authority (FINRA) megkövetelte volna, és emiatt 20 000 dolláros bírságot kapott. 5-10 millió dollárnyi tőkéhez próbált jutni bankoktól, de nem talált projektjére támogatókat. 2016-ra otthagyta a Morgan Stanley-t. A Tezos ekkor kapott 612 000 dollárt 10 támogatótól, mialatt Breitmanék a kezdeti érmekibocsátást (ICO) tervezték.
1,5 millió dolláros befektetést kaptak Tim Drapertől, és a Strange Brew PR-céget bérelték fel projektjük népszerűsítésére. A PR cég  hamisan azt állította, hogy nagy amerikai pénzügyi cégek használják a Tezost.
2023 februárjában a Web3 applikációk Tezos blokkláncán való fejlesztésének érdekében partnerségre lépett a Google Clouddal, ezzel lehetővé téve vállalati ügyfelei számára, hogy Web3 appokat fejlesszenek és indítsanak a Tezos blokkláncán.

### Tezos Alapítvány és kezdeti érmekibocsátás (ICO)
Arthur Breitman 2011-ben találkozott először Johann Gevers dél-afrikai kriptovaluta vállalkozóval barátján, Patri Friedmanen, a The Seasteading Institute alapítóján keresztül, aki Gevers-t bérelte fel egy Breitman által szorosan követett projekthez. 2016-ban Arthur és Kathleen Breitman, az MME és a Gevers svájci ügyvédi iroda létrehozta a Tezos Alapítványt Zugban Svájcban, hogy támogassa a Tezos platform kezdeti érmekibocsátását (ICO). Azt tervezték, hogy az alapítvány nonprofit szervezetként fog működni, amely az ICO-n keresztül gyűjt pénzt, majd felvásárolja a DLS-t, amely a csoport technológiájának tulajdonosa.
Svájc viszonylag laza pénzügyi felügyelete és gyakorlatilag nulla társasági adókulcs mellett a Tezos számára a svájci polgári törvénykönyv szerinti alapítványi tevékenység előnyei közé tartozott az a képesség, hogy az adománygyűjtő tranzakciókat adományként kezelje, és az adományok védelmét szolgáló intézményi biztonság további rétegeként működjön. Gevers lett az alapítvány első elnöke.
2017. július 1-jén a Tezos Alapítvány 232 millió dollárt gyűjtött bitcoinban és etherben az akkori egyik legnagyobb értékű kezdeti érmekibocsátás (ICO) keretében. A hozzájárulásokat „vissza nem térítendő adományoknak” nevezték, amit Kathleen Breitman egy zálogakcióhoz hasonlított, ahol az emberek hordható táskákat kapnak, bár egyes résztvevők befektetésnek tartották. Ha adományozás helyett befektetésnek tekintjük, akkor az Értékpapír- és Tőzsdefelügyelet (SEC) hatáskörébe tartozna. Az ICO után azt tervezték, hogy a Tezos Alapítvány fizet a DLS megszerzéséért, és ha a Tezos blokklánc legalább három hónapig működni fog, a Breitmanék az ICO 8,5%-át és a teljes tokenkínálat 10%-át megkapják.
Októberre Breitmanék és Geverék vitába keveredtek a projekt feletti irányítás kapcsán. Breitmanék azt állították, hogy Gevers nyomást gyakorolt az alapítványi tanácsra, hogy írjon alá egy szerződést, amely 1,5 millió dollár bónuszt biztosít neki. Gevers irányította az alapítvány vagyonát, amely decemberre 820 millió dollár volt, ebbe beletartozott Breitmanék részesedése is. A nézeteltérések késedelmet okoztak a Tezos indulásában, ami miatt a befektetők pert indítottak az adománygyűjtés során elkövetett csalások és a jogosulatlan értékpapír értékesítése vádjával.
2018-ban Gevers felmondott és 400 000 dollárt kapott, az alapítványi testületet pedig lecserélték. A Tezos hálózat még abban a szeptemberben elindult.
2020-ban a Tezos alapítói rendezték a pereket, a Tezos Alapítvány 25 millió dollárt fizetett, mielőtt a szövetségi bíróságok döntést hoztak volna arról, hogy az ICO nem bejegyzett értékpapírok értékesítésnek minősült volna. Arthur Breitman 2021-ben csatlakozott az alapítvány tanácsadó testületéhez.

## Tervezés
A Tezos elsődleges protokollja likvid proof-of-stake (LPoS) konszenzus mechanizmust használ, és támogatja a Turing-teljes okosszerződéseket a Michelson nevű domain-specifikus programnyelven. A Michelson egy tisztán funkcionális stack alapú nyelv, csökkentett utasításkészlettel, mellékhatások nélkül a formális ellenőrzést szem előtt tartva.
A Tezos protokoll lehetővé teszi, hogy módosítsa magát egy szakaszos folyamattal úgy, hogy a tárolt blokkláncon olyan műveleteket hajtanak végre, amelyek javaslatokat (tervezett kódmódosításokat) nyújtanak be, és szavaznak ezekről a változtatásokról. Ha egy javaslat elegendő szavazatot kap, a protokoll frissíti magát és beépíti a kódmódosításokat.
A Tezos blokkláncot az NFT-khez használták az energiaigényesebb platformok, mint például az Ethereum alternatívájaként.

## Alapítók
A Tezos társalapítója, Arthur Breitman alkalmazott matematikát, számítástechnikát és fizikát tanult Franciaországban, valamint pénzügyi matematikát a New York-i Egyetemen Nassim Nicholas Taleb tutorálása alatt, mielőtt kvantitatív pénzügyekkel foglalkozott. Kathleen Breitman (született McCaffrey) a Cornell Egyetemen tanult, és egy fedezeti alapnál és tanácsadóként dolgozott. Arthur egy anarchokapitalista csoport vezetője volt New Yorkban, Kathleen pedig libertárius republikánus, akik egy kripto-anarchista vacsorán találkoztak 2010-ben. 2013-ban összeházasodtak össze.

## Szponzoráció
2021 közepén a Tezos szponzori szerződést írt alá a Red Bull Racinggel, amely 2022 decemberével járt le.
2021 októberében a Tezos a New York Mets szponzora lett.
2022 februárjában a Tezos több évre szóló szerződés keretében szponzorálja a Manchester Unitedet, amelynek értéke évi 20 millió fontot is meghaladja. 2022 novemberében a Manchester United NFT digitális gyűjteményeket adott ki a Tezos blokkláncon.

## Fordítás
Ez a szócikk részben vagy egészben  a   Tezos című angol Wikipédia-szócikk ezen változatának fordításán alapul.  Az eredeti cikk szerkesztőit annak laptörténete sorolja fel. Ez a jelzés csupán a megfogalmazás eredetét és a szerzői jogokat jelzi, nem szolgál a cikkben szereplő információk forrásmegjelöléseként.